# John Austin (taalfilosoof)
John Langshaw Austin (Lancaster, 28 maart 1911 - Oxford, 8 februari 1960) was een Brits taalfilosoof.
Hij is voornamelijk bekend omwille van de ontwikkeling van zijn taalhandelingstheorie. Austin werd geboren in het Engelse Lancaster en studeerde aan de Universiteit van Oxford. Tijdens de Tweede Wereldoorlog deed hij dienst in de Engelse inlichtingendienst MI6. Na de oorlog werd hij professor Moraalfilosofie aan Oxford.
Samen met Ludwig Wittgenstein wordt hij tot de groten van de hedendaagse taalfilosofie gerekend. Hij wordt beschouwd als een centraal figuur in de Ordinary language philosophy.

## Ideeën
Bij zijn analyse van filosofische problemen gaat Austin uit van de gewone taal. De filosofie heeft traditioneel bij het bestuderen van de taal vooral aandacht gehad voor de manier waarop we taal gebruiken om dingen te beschrijven. Maar wanneer we het gewone taalgebruik bestuderen zien we dat we taal niet alleen gebruiken om te beschrijven. De taal kan ook gebruikt worden om een daad te stellen. Dit wordt een taalhandeling genoemd.
Dit heeft consequenties voor de manier waarop we het waarheidsprobleem benaderen. Het waarheidsprobleem is de vraag wanneer een bewering waar genoemd kan worden, of: aan welke voorwaarden een uitspraak moet voldoen om waar te zijn. Filosofen hebben dit probleem, aldus Austin, altijd te veel benaderd alsof beweringen altijd beschrijvingen zijn. Als we naar ons taalgebruik kijken zien we dat dit een misvatting is.
En zelfs als een bewering een beschrijving is (en geen taaldaad), dan is deze nog geuit in een bepaalde context. Deze context bepaalt mede of een uitspraak waar of onwaar is. De waarheid van een uitspraak hangt dus niet alleen af van de letterlijke inhoud van die uitspraak en haar relatie tot de werkelijkheid, maar ook van het moment wanneer, de plaats waar, en door wie zij geuit is.